# Conalcaea cantralli
Conalcaea cantralli är en insektsart som beskrevs av Gurney 1951. Conalcaea cantralli ingår i släktet Conalcaea och familjen gräshoppor. Inga underarter finns listade i Catalogue of Life.